# Associazione Sportiva Dilettantistica Centese Calcio
Maillots
L’Associazione Sportiva Dilettantistica Centese Calcio est un club de football de Cento en province de Ferrare, fondé en 1913 et refondé en 2008.

## Historique
Sous le nom de Società Polisportiva Centese, elle remporte la Serie C en 1946-1947, et se voit promue en Serie B, où elle termine dernière lors de sa seule participation.
Elle évolue en Serie C1 entre 1986 et 1989. En 2008, elle est refondée sous le nom d'US Centese ASD, en reprenant le palmarès de l'US Atletic Cento ASD.

### Historique des noms
- ? : Cento
- ? : Sport Juventus
- ? : Cento FC
- 1929-1942 : Gruppo Sportivo Centese
- 1942-1943 : Società Sportiva Centese
- 1943-1946 : Unione Sportiva Centese
- 1946-1950 : Società Polisportiva Centese
- 1950-1977 : Centese Calcio
- 1977-1997 : AC Centese
- 1997-2001 : Centese Calcio
- 2001-2006 : FC Centese 1913
- 2006-2008 : AC Centese
- 2008-2017 : US Centese ASD
- 2017-2018 : ASD Centese 1913
- 2018- : Centese Calcio ASD